# Тампа Бей Роудис
Тампа Бей Раоудис (на английски: Tampa Bay Rowdies} е професионален футболен клуб в град Сейнт Питърсбърг, щата Флорида, САЩ.

## История
Клубът е основан на 18 юни 2008 г. Считан е за наследник на клуб „Тампа Бей Роудис“, съществувал от 1975 до 1993 г. и играл в „старата“ Северноамериканска футболна лига (1968-1984).

## Български футболисти
- Георги Христов, (2013-)

## Главни треньори
- Пол Далглиш, (2009-2010)
- Пери ван дер Бек, (2010)
- Рики Хил, (2011-2014)
- Томас Ронген, (2015)
- Стюарт Кембъл, (2015-)

## Успехи
- Северноамериканска футболна лига (NASL)
  -  Шампион (1): 2012